# 墓山墓群
墓山墓群，位于山东省枣庄市薛城区邹坞镇。是入中华人民共和国山东省省级文物保护单位之一。
2013年，列入第四批山东省文物保护单位，该文物保护单位是一座古墓葬。